# Rainis
Rainis, polgári nevén Jānis Pliekšāns (Jēkabpils melletti Varslavini majorság, 1865. szeptember 11. – Majori (ma Jūrmala része), 1929. szeptember 12.) lett költő, drámaíró, műfordító és politikus, akit Lettország legjelentősebb írójaként tart számon a lett irodalomtörténet.

## Élete

### Fiatalsága
Földet bérlő, gazdálkodó családban született és nőtt fel nővérével, Dórával. Középiskolai tanulmányait a Rigai Városi Gimnáziumban végezte. Itt ismerkedett meg Pēteris Stučkas-szal aki sógora, és később a Lett Kommunista Párt vezetője lett.
Egyetemi tanulmányait 1884 és 1888 között a Szentpétervári Egyetemen folytatta, ahol jogi végzettséget szerzett. Az egyetem elvégzését követően a Vilniusi Kormányzósági Bíróságra helyezték.

### Forradalmi tevékenysége
1887-ben még egyetemistaként jelent meg első verse a Dienas Lapa (Napilapok) folyóiratban. 1891 és 1895 között Rainis a Dienas Lapa szerkesztője volt. Ekkor vette feleségül Aspaziját (polgári neve Elza Rozenberga), aki szintén jelentős lett költő és drámaíró volt. A Dienas Lapa körül szerveződött a Jaunā strāva (Új áramlat) társaság, amely baloldali szociálliberális mozgalommá nőtte ki magát.
1897 júniusában letartóztatták. Először Pszkovba vitték vizsgálati fogságba. Kényszermunkára ítélték és a Vjatkai kormányzóságba (ma Kirov) száműzték. Száműzetése idején fordította le lettre Goethe Faustját és forradalmi hangulatú verseket írt. Száműzetéséből 1903-ban tért vissza Rigába. Visszatérését követően aktívan részt vett a szociáldemokrata mozgalomban. Egyik vezetője és inspirálója volt az 1905-ös forradalomnak.
A forradalmat követően Svájcba emigrált és Lugánóban telepedett le. Svájci tartózkodása alatt teljesedett ki irodalmi munkássága. Legjelentősebb művei itt születtek.

### A Lett Köztársaság évei
15 évi emigrációt követően 1920. április 4-én tért vissza feleségével Lettországba. Mind a ketten aktívan kivették részüket a függetlenné vált Lettország politikai életében. Visszatérésükkor azonnal a Lett Szociáldemokrata Munkáspárt (Latvijas Sociāldemokrātiskā Strādnieku partija) Központi Bizottságának tagjai lettek. Rainist 1922-ben jelölték az államelnöki posztra, azonban a választásokon a jobboldali Jānis Čakstével szemben alul maradt. 1921 és 1925 között a Lett Nemzeti Színház igazgatója, 1926-tól pedig kulturális miniszter volt.
1920-ban jelölték az irodalmi Nobel-díjra, amit azonban nem kapott meg. Lettország legmagasabb állami kitüntetését, a Három-Csillag Érdemrendet 1925. február 28-án elsőként kapta meg.

## Művei
- Tālas noskaņas zilā vakarā (Távoli hangok kék estében)
- Vētras sēja (A szél vetése)
- Uguns un nakts (Tűz és éj) Dráma
- Zelta zirgs (Az arany ló) Dráma
- Klusā grāmata (Csendes könyv)
- Ave sol!
- Tie, kas neaizmirst (Akik nem felejtenek)
- Indulis un Ārija Dráma
- Pūt, vējiņ! (Fújj, szellő) Dráma
- Jāzeps un viņa brāļi (József és testvérei) Dráma
- Daugava

### Magyarul
- Száll és ég s kihuny a csillag – Versek, naplórészletek, válogatás és utószó: Saulcerite Viese, fordítás: Baka István et al., Európa, Budapest, 1990